# Euphaedra rufescens
Euphaedra rufescens är en fjärilsart som beskrevs av Carpenter 1935. Euphaedra rufescens ingår i släktet Euphaedra och familjen praktfjärilar. Inga underarter finns listade i Catalogue of Life.